# Йежи Шчигел
Йѐжи Шчѝгел (на полски: Jerzy Szczygiel) е полски писател на произведения в жанра съвременен роман и книги за юноши.

## Биография и творчество
Йежи Шчигел е роден на 14 март 1932 г. в Пулави, Полша, в бедно семейство. Има по-голям и по-малък брат. От малък остава сирак, след като през 1941 г. умира баща му, по-големият му брат е убит в лагер от нацистите, а майка му умира след тежко заболяване през 1944 г. През 1945 г. на минните полета при Висла губи зрението си и левия си крак. След продължително лечение е настанен в Дом за незрящи деца в Ласки. Въпреки тежките условия и заболяване от туберкулоза завършва през 1953 г. средно образование в Отвоцк.
На 21 август 1953 г. се жени за Луцине Ковалевска. Имат три деца.
През 1957 г. завършва полска филология в Университета на Варшава. След дипломирането си става редактор на списание „Нашият свят“, където дава възможност и на незрящи да публикуват свои материали. Членува и е деен активист на Полската асоциация на слепите. От 1964 г. е редактор на „Niewidomy Spółdzielca“. Като журналист пише с голям темперамент и е публикувал около 1000 статии.
Дебютира в „Знаме на младежта“ през 1954 г. Става известен с поредицата си юношески романи „Тадеуш Ружански“. Първият му роман „Трънакът“ е публикуван през 1960 г. Той представя историята на група момчета изправени пред зрели морални избори по време на Втората световна война, когато на мястото на детската площадка изграждат своята землянка.
Поради злополуката със зрението му, последното, което е видял е градчето Пулави, затова всичките му романи са на фона на малки градчета.
През 1976 г. е удостоен с награда за цялостно творчество, а посмъртно през 2012 г. е удостоен с Офицерски кръст на Ордена на възродена Полша.
Йежи Шчигел умира на 21 август 1983 г. във Варшава.

## Произведения

### Романи
- Drogi rezygnacji (1962)
- Milczenie (1962)
- Dopalające się drzewa (1965)
- Sen o brzozowych bucikach (1966)
- Szare rękawiczki (1969)
- Poczekaj błyśnie, poczekaj otworzy się (1983)

### Детско-юношески романи
- Powódź (1970)
- Ścieżka (1975)
- Nie jesteś inny (1976)

#### Серия „Тадеуш Ружански“ (Tadeusz Różański)
1. Tarnina (1960)
Трънакът, изд.: „Отечество“, София (1982), прев. Ани Божкова
2. Ziemia bez słońca (1968).
3. Nigdy cię nie opuszczę (1972)
4. Po kocich łbach (1976)

### Сценарии
- Milczenie (1963)
- Obszar zamknięty (1972)

### Екранизации
- Milczenie (1963)